# Hersiliola afghanica
Hersiliola afghanica är en spindelart som beskrevs av Roewer 1960. Hersiliola afghanica ingår i släktet Hersiliola och familjen Hersiliidae. Inga underarter finns listade i Catalogue of Life.